# Poliocephalus poliocephalus
El zampullín canoso o somormujo de Tasmania (Poliocephalus poliocephalus), es una especie de ave podicipediforme de la familia de los podicipédidos, endémica de Oceanía. 

## Distribución y hábitat
Esta ave se encuentra en todos los estados y territorios de Australia, así como en Nueva Zelanda. Es generalmente ausente en las regiones centrales áridas de Australia. Generalmente se encuentra lejos de la costa, en aguas abiertas, que pueden ser estuarios, agua salobre o  dulce. También se puede encontrar en las aguas costeras protegidas.